# Peter Iredale

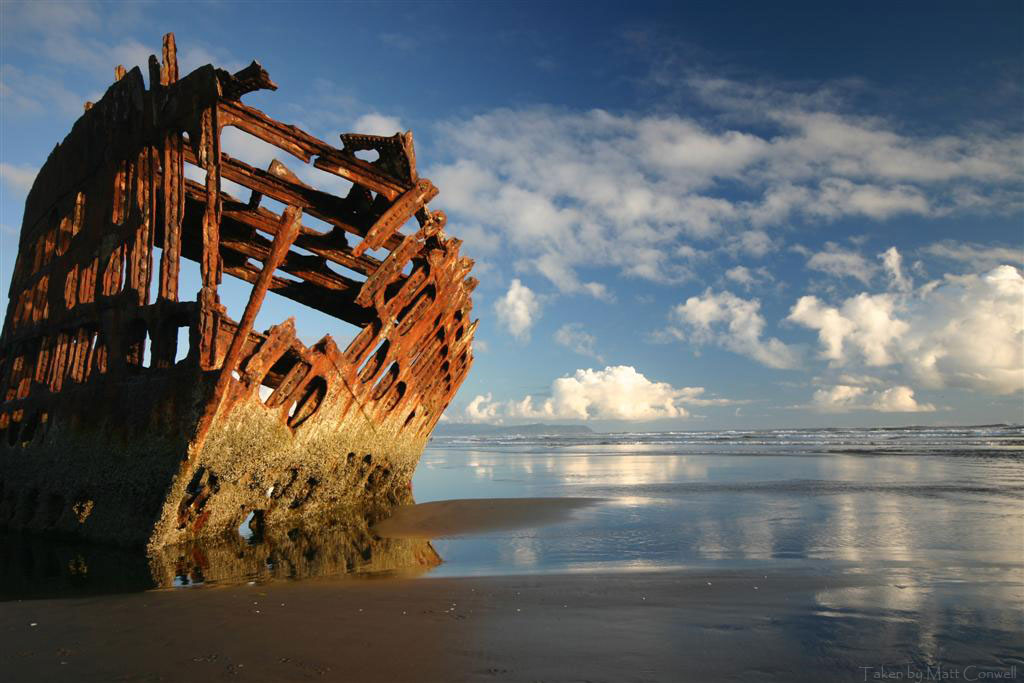
Wrak Peter Iredale, sierpień 2006

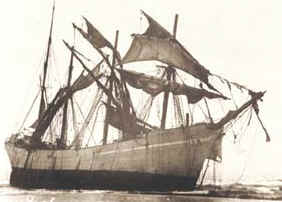
Peter Iredale, wkrótce po osiadnięciu (1906)

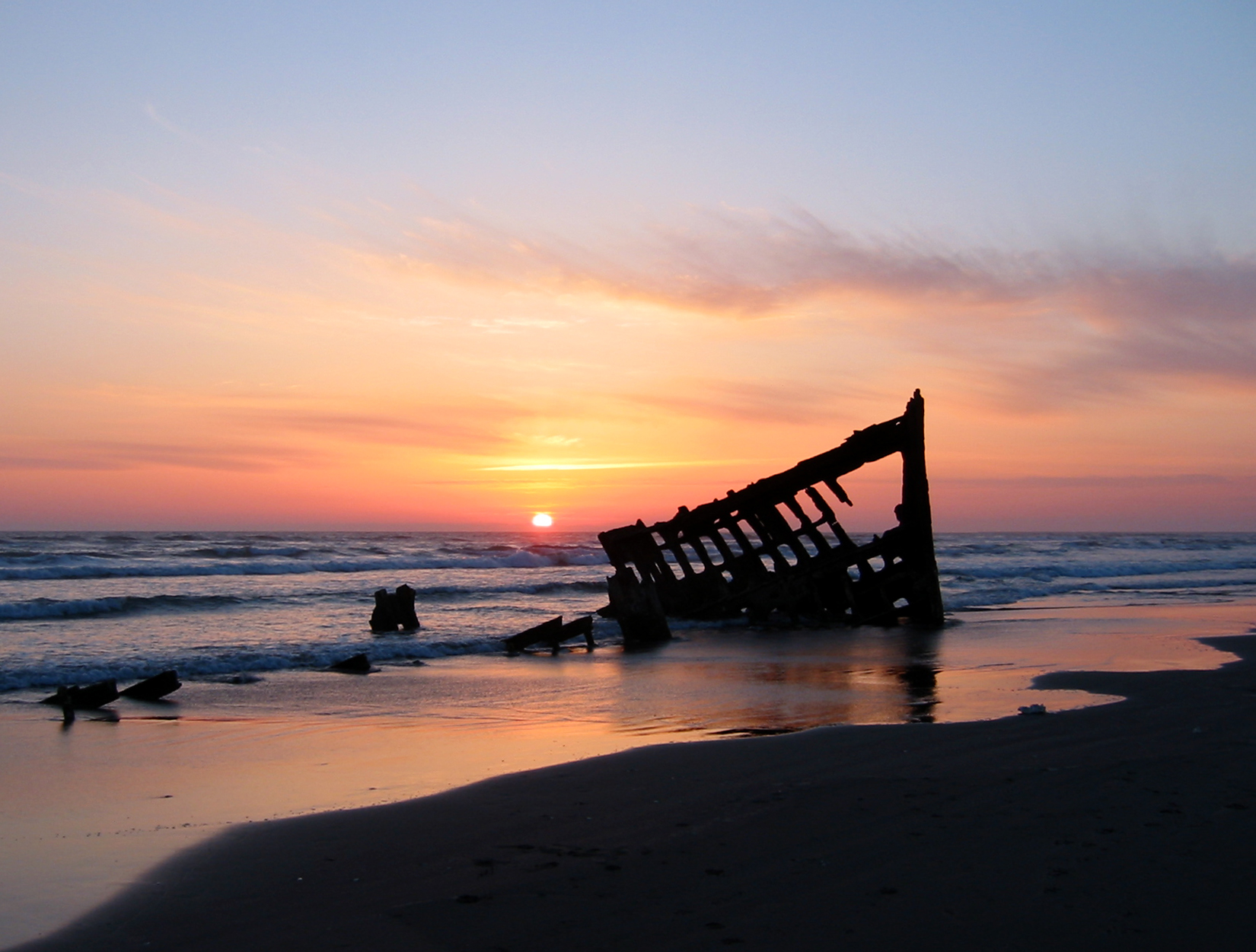
Wrak o zachodzie słońca

Peter Iredale – czteromasztowy stalowy bark zbudowany w 1890 roku. Osiadł na wybrzeżu Oregonu 25 października 1906 roku, w drodze do rzeki Kolumbia. Wrak natychmiast stał się atrakcją turystyczną i pozostaje nią do dzisiaj.
Nazwa statku pochodzi od nazwiska Petera Iredale'a, jego właściciela i znanego biznesmena z Liverpoolu.
Zbudowany w Maryport w czerwcu 1890 r. z płyt stalowych na żelaznej ramie. Ważył 2075 ton, miał 87 metrów długości. Największy statek zbudowany przez R. Ritson & Co Ltd. Pierwszy kapitanem był G.A. Brown, drugim H. Lawrence.

## Wrak
Statek płynął z Salina Cruz (Meksyk) do Portland (Oregon) z 1000 ton balastu i 27 osobami załogi (w tym dwoma pasażerami na gapę).
25 października, o 3:20 w nocy, kapitan H. Lawrence dostrzegł latarnię morską na Tillamook Rock. Statek zmienił kurs – najpierw na wschodni północny wschód, potem na północny wschód – aby wpłynąć w ujście rzeki Kolumbia, w gęstej mgle i podczas przypływu. Przy silnym wietrze zachodnim próbowano odsunąć statek od brzegu, ale silny szkwał północno-zachodni ostatecznie zepchnął go na mieliznę. W wypadku nie było ofiar.
Kapitana z załogą nie uznano za winnego wypadku; on i jego oficerowie otrzymali pochwały za próby uratowania jednostki.
Kadłub nie odniósł znaczących uszkodzeń i planowano wyciągnąć statek z powrotem na morze, ale po kilku tygodniach oczekiwania na odpowiednią pogodę przechylił się na prawo i ugrzązł w piaskach. Elementy statku wyprzedano na złom; pozostał tylko dziób, kilka wręgów i fragmenty masztów. Ster umieszczono w Columbia River Maritime Museum w pobliskiej Astorii.
Wystające z piasku pozostałości dzioba i masztów są nadal widoczne i stanowią popularną atrakcję turystyczną.